# Boeing 247
Boeing 247 är ett passagerarflygplan tillverkat av Boeing.
Boeing 247 är ofta kallat det första moderna civila trafikflygplanet, visades offentligt första gången den 2 april 1933. Det tvåmotoriga lågvingande planet var tillverkat helt i metall och var utrustat med den senaste tekniken, bland annat propellrar med variabel stigning och automatisk avisning.
Planets två Pratt & Whitney Wasp-motorer på 550 hk möjliggjorde en toppfart på cirka 320 km/h och en marschfart på cirka 300 km/h, sensationella hastigheter vid denna tidpunkt. Hastigheten och pålitligheten gjorde att en Boeing 247 klarade MacRobertson Air Race från London till Melbourne 1934 på 92 timmar och 55 minuter vilket gav en tredjeplats.
Sensationell var även flygplanets komfort och säkerhet. Flygplanskroppen var ljudisolerad, luftkonditionerad och var till och med utrustad med toalett. 
Planets radio- och navigationsutrustning inkluderade bl.a. en autopilot vilken tillsammans med en modern radioutrustning bidrog till att höja flygsäkerheten speciellt nattetid och vid dålig väderlek.